# جیمز روزولت
جیمز روزولت (انگلیسی: James Roosevelt؛ ۲۳ دسامبر ۱۹۰۷ – ۱۳ اوت ۱۹۹۱) یک سیاست‌مدار، افسر (ارتش)، و تهیه‌کننده اهل ایالات متحده آمریکا بود.